# I. Reserve-Korps (Deutsches Kaiserreich)
Das I. Reserve-Korps war ein Großverband des Deutschen Heeres im Ersten Weltkrieg.

## Geschichte

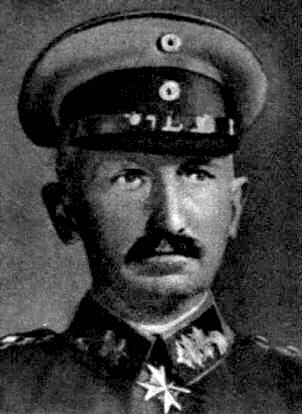
Otto von Below

Das I. Reserve-Korps wurde unter dem Kommandierenden General Otto von Below mit Ausbruch des Ersten Weltkriegs am 2. August 1914 mobilgemacht und verstärkte die Verteidigung der deutschen Kräfte an der Ostgrenze Ostpreußens. Als Chef des Generalstabes fungierte Oberst von Posadowsky-Wehner, die zugewiesene 1. Reserve-Division wurde von General von Förster, die 36. Reserve-Division von Generalleutnant Kruge geführt.
In der Schlacht bei Gumbinnen hielt das Korps den rechten, nicht angegriffenen Flügel der 8. Armee bei Angerburg. Nach der Armeeübernahme durch General der Infanterie Hindenburg wurde das Korps am 23. August mit dem XVII. Armee-Korps nach Süden umgruppiert und führte mit diesem die östliche Umfassung des Gegners in der Schlacht von Tannenberg aus. Am 25. August erreichte das Korps nach einem Marsch von etwa 35 Kilometer die Gegend von Seeburg, auf der Ostflanke hatte die 6. Landwehr-Brigade den Vorstoß begleitet und von Rastenburg her Lautern erreicht. Am 26. August traf das XVII. Armee-Korps zwischen Lautern und Groß-Koellen auf das russische 6. Korps, die 36. Reserve-Division stieß gleichzeitig am Nordufer des Dadey-See auf den Gegner. Auf Anweisung Ludendorffs erfolgte das vorzeitige Abschwenken der 1. Reserve-Division zur Verstärkung des deutschen Zentrums (gehalten vom XX. Armee-Korps) auf Allenstein. Die 36. Reserve-Division stand am 28. August bei Darethen und die 1. Reserve-Division erreichte Zasdros. Zusammen mit der ostpreußischen 1. Landwehr-Division des Generals Goltz wurde die Lage bei Hohenstein stabilisiert und das bedrängte XX. Armee-Korps entlastet. Die Einkesselung der russischen 2. Armee wurde bis zum 31. August erfolgreich abgeschlossen.

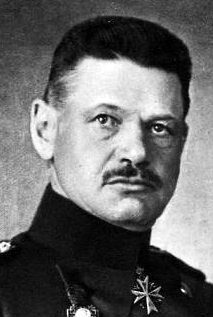
Curt von Morgen

Am 8. November 1914 übernahm Generalleutnant Morgen die Führung des Korps, am 11. November 1914 startete die jetzt übergeordnete 9. Armee ihre Offensive nach Lodz. Der linke Flügel Mackensens – das I. und XXV. Reserve-Korps standen dabei an der Weichsel und gingen aus dem Raum Thorn nach Süden gegen Kutno vor. Ab Mitte November 1914 bewährte sich das Korps zwischen Weichsel und Lowicz und zur Jahresende im Stellungskrieg an der Rawka und an der Bzura. In der Schlacht bei Humin kam es dabei Ende Januar versuchsweise bei Bolimów zum Einsatz von Giftgas. Erstmals wurde mit Xylylbromid gefüllte Geschosse eingesetzt. 18.000 Gasgranaten waren bereitgestellt worden, deren Wirkung aber durch Kälte nahezu aufgehoben wurde.
Ab Februar 1915 kämpfte das Korps im Verband der Armeegruppe „Gallwitz“ in der Ersten Schlacht um Przasnysz. Die 1. und 36. Reserve-Division wurde aus der Rawka-Front herausgelöst und nach Willenberg umgruppiert, um rechts an das Korps Zastrow angelehnt gegen den Narew vorzugehen. Nördlich Lomscha wurde auch die 3. Reserve-Division ab 21. Februar in schwere Kämpfe verwickelt. Przasnysz wurde durch die Truppen des Generals von Morgen kurzfristig eingenommen, musste aber in dreitägigen Kämpfen gegen drei russische Korps am 28. Februar wieder geräumt werden. Am 9. März griffen die verstärkten Deutschen im gleichen Abschnitt nochmals vergeblich an. Bis zum 16. März 1915 musste sich die 36. Reserve-Division unter Verlust von zwölf Geschützen vor der russischen Übermacht wieder auf die Linie südlich Mława-Chorzele zurückziehen. Ende März 1915 musste zur Stabilisierung der deutschen Front die 2. Infanterie-Division und die 75. Reserve-Division herangeführt werden.
Anfang Mai 1915 wurde das I. Reserve-Korps zur Armeegruppe Lauenstein nach Kurland verlegt, am 21. Juli gelang die Einnahme von Schaulen und am 25. Juli die Einnahme von Poniewiesch. Nach Kämpfen im Raum Kupischki erreichte das Korps Mitte August den Njemenek-Abschnitt und Anfang September die Düna. Zusammen mit der 88. Infanterie-Division und der kombinierten „Division Beckmann“ wurde Mitte September 1915 ein erfolgloser Vorstoß auf Dünaburg eingeleitet. Zum Schutze des bedrohten Riga wurde die russische 12. Armee aber bedeutend verstärkt, an der Dünalinie erstarrte die Front. Im Frühjahr 1916 verblieb die „Gruppe Morgen“ im Abschnitt der 8. Armee im Stellungskrieg an der Düna, die 76. Reserve-Division gegenüber Lennewaden, die 1. Reserve-Division vor Jakobstadt und die 36. Reserve-Division vor Friedrichstadt.
Im September 1916 wurde das Korps an den Rumänischen Kriegsschauplatz verlegt und unterstützte die k.u.k. 1. Armee unter General von Arz am oberen Maros und bei der Verteidigung des Gebirges bei Fogaras. Die General Morgen unterstellte 115. und 301. Infanterie-Division rangen von 7. bis 9. Oktober zusammen mit der Gruppe „Staabs“ erfolgreich in der Schlacht bei Kronstadt. Ende November erfolgte das Vorgehen über den Törzburg-Pass nach Süden, die neu zugeteilte Bayerischen 12. Infanterie-Division besetzte Campulung und erreichte über Targoviste kommend am 6. Dezember mit dem östlicher angesetzten XXXIX. Reserve-Korps das Ölgebiet von Ploesti. Nach der Schlacht an der Putna im Januar 1917 war dem I. Reserve-Korps im Zentrum der 9. Armee stehend, im Vorgehen in Richtung auf Odubesti – Patesti die 89. und die bayerische 12. Infanterie-Division zugeteilt, während die 216. und 301. Infanterie-Division auf Focșani angesetzt waren. In der Schlacht von Mărășești (6. August bis 3. September  1917) war am linken Flügel das XVIII. Reserve-Korps mit der 217. Infanterie-Division angesetzt, während das Korps „Morgen“ als rechter Flügel angriff. Nach dem Kriegsende in Rumänien wurde das Korpskommando an die Westfront verlegt.
Im Juli 1918 wurde das Korps der am Matz-Abschnitt durch französische Gegenangriffe bedrängten 18. Armee zugeführt. Nach Beginn der Rückzugskämpfe an der Westfront am 8. August unterstanden dem Verband die 206. Infanterie-Division und die 75. Reserve-Division. Im September 1918 wurde das freigewordene Korps unter der Führung des neu ernannten Kommandierenden General Wellmann im Abschnitt der 3. Armee im Raum westlich Grandpré eingeschoben und musste nach der Maas-Argonnen-Offensive Ende September 1918 den Rückzug antreten.

## Gliederung

### Kriegsgliederung am 17. August 1914
- 1. Reserve-Division
- 36. Reserve-Division
- Korpstruppen:

Reserve-Fernsprech-Abteilung Nr. 1
Munitions-Kolonnen
Trains

### Kriegsgliederung vom 30. Oktober 1918
- 202. Infanterie-Division
- 14. Reserve-Division
- 203. Infanterie-Division
- 195. Infanterie-Division
- 76. Reserve-Division

## Kommandierender General
| Dienstgrad      | Name             | Datum                                 |
| --------------- | ---------------- | ------------------------------------- |
| Generalleutnant | Otto von Below   | 02. August bis 7. November 1914       |
| Generalleutnant | Curt von Morgen  | 08. November 1914 bis 23. August 1918 |
| Generalleutnant | Richard Wellmann | 24. August 1918 bis 19. Januar 1919   |